# 朱利安橋
朱利安橋（法語：Pont Julien，發音：[pɔ̃ ʒyljɛ̃]）是一座羅馬石材拱橋，橫跨法國東南部的卡拉翁河，其鑑定年代為前3年。 位於多米提亞道上，一條重要的羅馬道路。
位於博尼約北方5公里與阿普特西方8公里。座落於博尼約的市鎮行政區內。
朱利安橋的天然石材切割精確，沒有以任何灰泥接合。

## 外部連結
- 圖片
- Traianus – 羅馬公共建設的學術調查

43°51′45″N 5°18′28″E / 43.86250°N 5.30778°E